# 대한민국의 노동운동
대한민국의 노동운동(大韓民國-勞動運動)은 정부의 출범과 더불어 시작되었다.

## 배경
위축되었던 노동운동은 8·15광복과 더불어 전환기를 맞았다. 1945년 조선노동조합전국평의회(朝鮮勞動組合全國評議會)가 조직되었는데 이는 남로당의 전위행동대로서 남한의 정치 및 사회질서를 혼란시키는 데 주력했다. 광복과 더불어 노동운동은 폭발적으로 고양되어 1945년 11월 조선노동조합전국평의회(이하 全評)가 결성되었다. 전평은 8시간 노동·최저임금제 확립 등을 강령으로 하여 처음에는 과격한 투쟁을 억제하는 중도적 태도를 견지하였다. 그러나 신탁통치의 찬반을 둘러싼 당시의 정치상황이 노동운동의 영역에도 반영되어, 1946년 3월에는 극좌계 노동단체인 전평을 인정하지 않으려는 미군정의 지원하에 대한독립촉성노동총연맹(이하 대한노총)이 결성되었다.

## 개요

### 노동운동의 과도기
정부 수립과정에서 선봉대가 되었던 대한노총은 1948년 8월 정부가 수립되자 유일한 합법노조로 인정되었고, 그 명칭을 ‘대한노동총동맹’(이하 대한노총)으로 바꾸었다. 그러나 전평 이후 유일한 노동단체가 된 대한노총으로서는 최소한이나마 노동자들의 이익을 대변하지 않을 수 없었고, 또한 당시 전기·철도·은행·광산 등 주요 사업체가 정부 귀속재산이었으므로 그 투쟁대상도 정부가 될 수밖에 없었다.
이전의 동맹세력이었던 이승만 정권과 대한노총의 이러한 대립은 이승만이 자신의 반대파인 당시 위원장 전진한을 몰아내고 자신의 재선을 지지하는 세력에게 대한노총을 넘김으로써 일단락되었고, 대한노총은 하부단체로 어용화되었다. 그러나, 상부층의 어용화는 달리 단위노동조합들은 임금인상·노동운동보장을 요구하며 지속적인 투쟁을 전개하였다. 또한, 1953년 노동조합법·노동쟁의조정법, 1954년 근로기준법 등이 제정, 시행되어 노동운동의 법률적 기초가 마련되었다. 1959년에는 대한노총의 어용성 탈피와 민주적인 노동운동의 전개를 목적으로 전국 37개 노동조합연합체 중 23개 단체 대표 32명이 모여 전국노동조합협의회(이하 전국노협)를 설립하였다.
1960년 4월 19일 자유당 정권이 무너지자 그 해 5월 9일 대한노총이 어용단체화된 데 대한 도의적인 책임을 지고, 노총 간부가 총사퇴했다. 1960년 11월 25일 대한노총은 명칭을 ‘한국노동조합총연맹’(韓國勞動組合總聯盟)으로 고쳤는데, 5·16쿠데타로 해산되었다. 그 후 군사독재정부에서도 노동조합의 위치와 중요성을 인식하고, 1961년 8월 노동조합 활동을 다시 보장해 주었다. 1961년 8월 4일 한국노동단체 재건 조직위원회를 조직했다. 1961년 10월 30일에는 한국노동조합총연맹(한국노총)을 결성하고 처음으로 전국 단위의 산별노조체제를 갖추었다. 그 후, 변천하는 국내외 정세와 노동사정에 대처하기 위해 몇 차례에 걸쳐 노동관계법령을 고쳤다. 국가보위에 관한 특별조치법 등을 제정하여 단체교섭권 등을 억압했고, 1973년 12월 노동조합법 등을 개정했다.

### 전태일의 분신 자살
하지만 1960년대에는 최소한의 근로조건(근로기준법)조차 지켜지지 않았으며, 이에 분노를 느낀 전태일은 1969년 평화시장의 최초 노동 조합을 결성하고 근로실태를 조사, 개선 요구를 하였으나 자본가와 국가의 방해로 좌절되자 1970년 11월 13일 근로기준법 화형식과 더불어 분신 자살하게 되었고 이게 기사화 되면서 사회에 알려지게 되었다.
이에 지식인, 종교계가 전태일의 죽음을 애도하며 시위와 개신교, 천주교가 같이 집례한 추모및 종교 의식을 거행하였고, 전태일을 모방하는 자살도 이어지게 됨으로써 열악한 노동 조건 문제가 사회 문제로 대두 되게 되었고, 그에 대한 언론사의 후속 기사가 봇물을 이루어 은폐돼왔던 현실이 드러나게 되었다. 그리고 이는 억압받던 노동계가 본격적으로 노동 운동에 나서게 되는 시발점이 되었으며, 당시 신민당 대통령 후보였던 김대중이 '전태일 정신의 구현'을 공약으로 내세우는 등 정치계가 노동에 관심을 갖게 되는 계기가 됨으로써 사회에 막대한 반향을 일으켰다.

### 노동 운동의 시대
이후 1970년대에 들어 노동운동은 여성노동자들이 중심이 되어 실천했다. 이는 여성노동자들이 노동자들의 많은 수(역사학연구소에 따르면 1970년 노동자의 90%가 여성노동자였으며, 경공업에 종사했다.)를 차지하고 있었기 때문이다. 여성노동자들은 노동조건 개선 및 사회적 지위향상을 위해 노동조합 결성과 노동법 교육을 하였다. 권위적인 군사독재정권 및 가부장주의에 젖어 있던 자본가들에게 민주노조 운동은 '아버지'같은 사장에게 대드는 것으로 보여져 탄압을 받았다. 군사독재정권도 노동조합이 경제성장을 가로막는다느니, 사회적 질병이라느니, 빨갱이라느니 하는 악선전을 해면서 민주노조 운동을 억압하였다. 그럼에도 여성노동자들은 굴하지 않고 노동운동을 하여 자신들의 처지를 바꾸어갔다. 저임금은 생활임금으로, 열악한 급식은 먹을만한 급식으로 바뀌어갔고, 환풍기를 설치하여 경공업사업장에서 일하는 노동자들이 먼지를 마시지 않게 했다. 멸시와 천대를 받던 노동자들이 민주노조운동으로써 노동조건 및 사회적 지위를 개선해간 것이다.
광주 대단지사건을 비롯, 청계피복노조사건 등 민주노조 운동의 양상으로 나타났는데, 1960년 4.19민주혁명으로 이승만 독재정권이 물러나면서 민주노조운동이 시작하고 있었다. 1980년대초 제5공화국 출범과 함께 강화되었던 민주노동운동에 대한 탄압이 1983년 다소 완화되면서 전산업에 걸쳐 20여 개의 민주노조가 결성되었다. 1985년 6월의 구로공단 노동자 연대투쟁은 대우 어패럴노조에 대한 탄압에 대응하여 구로공단 내 6개 업체가 동조농성에 들어간 사건으로 이는 노동운동이 경제적 이익을 넘어 구속자 석방·노동3권보장 등을 요구하는 정치적 성향을 나타냈다는 점과 1970년대 기업별 노조운동의 틀을 넘어 노조연대의 가능성을 제시하였다는 점에서 획기적인 사건으로 평가된다. 한편, 이를 계기로 정치투쟁을 중요과제로 설정한 서울노동운동연합(약칭 서노련)이 결성되었으나 올바른 목표와 방향을 제시하지 못한 채 1년만에 해체되었다.
1986년에는 노동운동의 사상과 이론을 구체적 현실에 조응시키기 위한 사상투쟁이 전개되었는데, 이는 대중적 실천에 바탕을 두지 못했기 때문에 운동의 통일성을 저해하고 분파주의의 폐단을 초래함으로써 노동운동은 다소 정체되었다. 그러나, 1987년 6월 항쟁과 6·29 선언에 이어 7월, 8월 2개월 동안 약 3000여건의 쟁의가 발생하여 그 동안 누적되었던 갖가지 노동문제가 일시에 분출되었는데, 이는 6·25가 일어난 이래 최대규모의 노동쟁의로 평가되고 있으며, 이후 한국의 노동운동은 새로운 국면을 맞게 되었다.
1996년 11월에는 전국민주노동조합총연맹(민주노총)이 만들어졌으며, 민주노총은 노무사의 노동상담, 노동법 교육, 노동인권 앱인 "노동자 권리찾기" 앱(플레이스토어에서 내려받기 가능) 배포 등의 노동자들의 권익을 위해 일하고 있다.

## 같이 보기
- 대한민국의 노동운동 목록